# Teatro Vincenzo Pagani

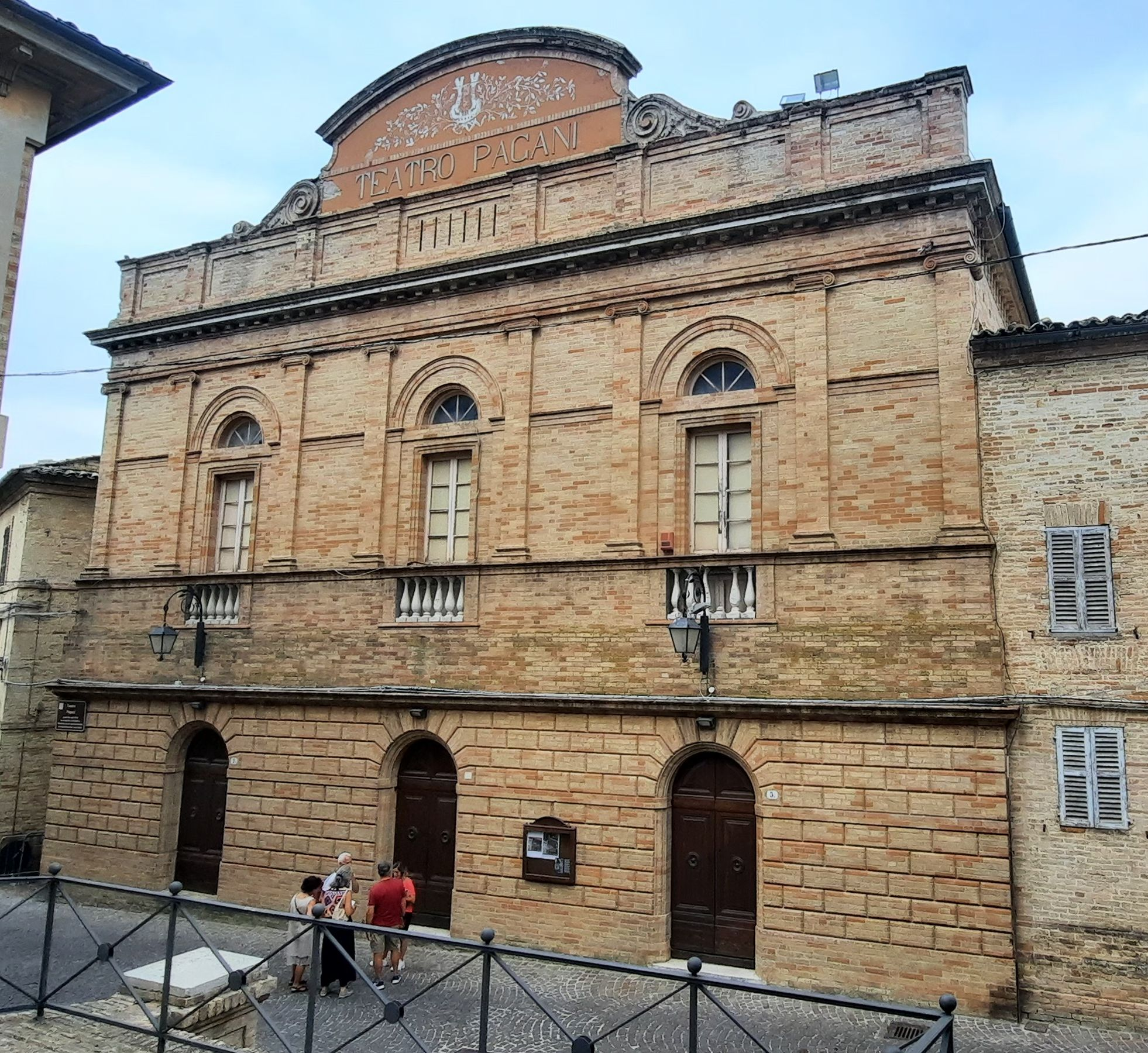
La facciata esterna del Teatro.

Il Teatro Pagani è un teatro di Monterubbiano in provincia di Fermo.

## Storia
Il teatro fu realizzato nell'anno 1875, sfruttando la struttura di un edificio privato iniziato nel 1583 e mai terminato, detto "Il Palazzaccio" di proprietà di Bruto Pagani. La struttura esistente venne trasformata dal progetto redatto dall'ingegnere Antonio Murri sulle basi del precedente disegno del defunto ingegnere Francesco Ridolfi di Ancona. Direttori dei lavori furono Giuseppe Sabbatici e il monterubbianese Luca Galli.

## Architettura
Il teatro presenta un'unica sala a ferro di cavallo con tre ordini di palchi con una capienza di circa 231 posti.

## Decorazioni
Sono di notevole importanza gli stucchi che decorano le balaustre e le colonne di divisione dei palchi.
Altrettanto notevole è la volta del 1879, realizzata da Gregorio Marannelli di Sant'Elpidio a Mare che rappresenta la commedia, la tragedia e la musica, posta in opera con l'incannucciatura, ossia con la tecnica che prevede la presenza di canne collegate alla struttura portante sulle quali viene, successivamente, messo l'intonaco composto di malta di gesso.
Negli angoli in pittura monocromatica vengono raffigurati Vincenzo Pagani e Raffaello Sanzio, suo maestro.
Sul palco sovrasta lo splendido sipario del 1891 di Luigi Bazzani che rappresenta Vincenzo Pagani intento a dipingere alla tavolozza in un giardino con allegorie neoclassiche.

## Rappresentazioni
Tra le rappresentazioni teatrali più frequentemente proposte si annoverano le commedie dialettali proposte da compagnie teatrali più o meno importanti; i concerti bandistici del corpo musicale "Carlo Cusopoli" composto da oltre 50 elementi e concerti lirici tenuti dall'Accademia di canto lirico "Beniamino Gigli", che ha sede proprio all'interno del teatro.